# تووا ياماني
تووا ياماني (باليابانية: 山根 永遠) (5 فبراير 1999 في هيروشيما في اليابان – )؛ هو لاعب كرة قدم كان يلعب كمهاجم.

## وصلات خارجية
- تووا ياماني على موقع رابطة كرة القدم اليابانية للمحترفين (اليابانية)
- تووا ياماني على موقع قاعدة بيانات كرة القدم.إي يو (الإنجليزية)
- تووا ياماني على موقع Soccerway.com (الإنجليزية)
- تووا ياماني على موقع عالم كرة القدم.نت (الإنجليزية)